# Emanuel Treu
Emanuel Treu (* 8. August 1915 in Wien, Österreich-Ungarn; † 13. August 1976 ebenda) war österreichischer Widerstandskämpfer gegen den Nationalsozialismus und einer der bedeutendsten Diplomaten der Republik Österreich in der Nachkriegszeit.

## Jugend
Als Sohn eines wohlhabenden Stempelfabrikanten und seiner Gemahlin in Wien geboren, begann Emanuel ("Mundi") Treu nach der Matura 1933 und Militärdienst das Studium der Rechtswissenschaften ebenda und war in der Pfadfinderschaft aktiv. Aus einer Familie von strikten Gegnern des Nationalsozialismus kommend wurde er nach dem Anschluss Österreichs an den NS-Staat zunächst wegen seiner Verweigerung, als Pfadfinderführer am Aufbau der Hitlerjugend (HJ) mitzuwirken, verhaftet und im Hauptquartier der Gestapo, dem Wiener Hotel Metropol schwer misshandelt.

## Flucht und Internierung
Vor der Überführung in ein Konzentrationslager gelang Treu die Flucht aus Österreich in die Schweiz, von wo er eigentlich nach Großbritannien emigrieren wollte, um, wie so viele österreichische Pfadfinder den Kampf gegen Hitler aufzunehmen. Auf Verlangen der Behörden des Deutschen Reiches verhaftet, wurde er in diversen Internierungslagern, u. a. Davesco, Girenbad, Gordola bei Locarno, Vouvry festgehalten und musste seine Träume von England und einer späteren Auswanderung in die USA aufgeben. Sein in Wien vor dem Abschluss abgebrochenes Studium konnte er am Institut de hautes études internationales et du développement in Genf zunächst fortsetzen, und nach Erleichterung der Internierungsbedingungen gegen Ende des Krieges abschließen. An diesem Institut trug er in späteren Jahren selbst vor und blieb ihm bis zu seinem Lebensende verbunden.

## Widerstand und Untergrund
Ende 1942 wurden Treus Internierungsbedingungen so gelockert, dass er sich in der Schweiz frei bewegen konnte. In Folge schloss er sich dem österreichischen Widerstand an und wurde dort eine der zentralen Figuren der Bewegung O5 in der Schweiz. 1944 wurde er Leiter der "Austria-Studentenvereinigung" in Genf. Im Zuge seiner Tätigkeit überquerte Treu wiederholt die Grenze zur damaligen Ostmark um Verbindungsaufnahme mit österreichischen Widerstandskämpfern durchzuführen. Auf Gewaltfreiheit eingeschworen lehnte er es dabei stets ab, auf Menschen zu schießen. Seine Arbeit konzentrierte sich auf politische Ziele; er war an frühzeitigen Verhandlungen mit den Alliierten über den Status Österreichs nach dem Krieg beteiligt, Aufgaben, die durch Fritz Molden und seinem Kreis weitergeführt werden konnten. Treu war zudem der O5 Verbindungsmann zur Résistance und überquerte dabei wiederholt die Grenze zu Frankreich.

## Heimkehr ins befreite Österreich
Nach seiner Rückkehr nach Wien wurde er ob seiner, während des Krieges im Widerstand bewiesenen Verlässlichkeit und seiner internationalen Kontakte 1946 in das österreichische Außenministerium übernommen, wo er zunächst kurze Zeit gemeinsam mit Kurt Waldheim als Sekretär von Bundesminister Karl Gruber arbeitete, um dann Mitarbeiter des damaligen Staatssekretärs und späteren Bundeskanzler Bruno Kreisky zu werden. In dieser Funktion arbeitete er an den Staatsvertragsverhandlungen mit, die Österreich 1955 schließlich zur Freiheit verhalfen.

## Karriere im Außenministerium der Zweiten Republik
Seine diplomatische Laufbahn führte ihn zwischenzeitlich 1947 nach Jugoslawien, wo er unter abenteuerlichen Bedingungen mit Hilfe seiner Sprachlehrerin und künftigen Ehefrau unter Einsatz deren Leben den (inoffiziellen) Auftrag, die österreichischen Kriegsgefangenen der Wehrmacht ausfindig zu machen und sie von Josip Broz Tito persönlich frei zu bekommen, erfolgreich erledigen konnte, wodurch diese noch vor deren Übergabe und Verlegung in die Sowjetunion nach Österreich zurückkehren konnten.
Sein beruflicher Weg führte ihn auch nach Großbritannien, Brasilien, weiters nach Kolumbien, wo er die erste österreichische Gesandtschaft in Bogotà eröffnete und in die Schweiz, wo er zwischen 1960 und 1966 in Genf der österreichische Vertreter beim Europäischen Büro der Vereinten Nationen und bei diversen anderen internationalen Organisationen (Internationales Rotes Kreuz, Weltgesundheitsorganisation u. a.) war und auch bei der GATT und der EFTA führend mitwirkte. Er wurde im Weiteren als parteiloser Beamter Berater aller österreichischer Außenminister in Wirtschafts- und Handelsfragen. Er gilt daher auch als einer der Väter des Beitrittes Österreichs zur Europäischen Gemeinschaft und war der Lehrer vieler erfolgreicher Diplomaten (Manfred Scheich, Gregor Woschnagg u. a.) auf dem Weg zum vereinten Europa.
Nach Wien zurückgekehrt begründete er 1968 eine neue Abteilung im Außenamt, das „Büro für Internationale Organisationen und Konferenzen“ (heute Abteilung II.5 "Internationale Organisationen"), welches er zunächst leitete. Bald danach wurde er mehrere Jahre Beamter der Organisation der Vereinten Nationen für industrielle Entwicklung (UNIDO) und der Internationalen Atomenergieorganisation der UNO (IAEO) als Berater der Direktoren dieser zwei Organisationen; er war dabei auch für den Bau der UNO-City in Wien zuständig.

## Spätere Karriere und Tod
1974 wurde Treu Direktor der Diplomatischen Akademie in Wien, wo er auch schon viele Jahre zuvor als Lehrer für die angehenden Diplomaten gewirkt hatte. Er leitete dabei die noch heute wirkende Modernisierung und den Umbau dieser alten Institution ein, verstarb aber 1976 unerwartet im 61. Lebensjahr. Er wurde am Wiener Zentralfriedhof bestattet. Sein vielseitiges Engagement für seine Heimat Österreich und seine Menschlichkeit prägten auch das Bild der Begräbnisfeierlichkeit, die nahezu einem Staatsbegräbnis glich und an der zahlreiche Persönlichkeiten aus Diplomatie, Politik, Wirtschaft, Wissenschaft und Kunst ihm die letzte Ehre erwiesen.

## Familie und Kinder
In Belgrad lernte er seine zweite Frau Christina Popovic kennen. Aus der Ehe entstammen die Söhne Thomas Treu und Martin „Timmy“ Treu.